# Юксеевское сельское поселение (Пермский край)
Юксеевское сельское поселение — упразднённое муниципальное образование в составе Кочёвского района Пермского края России.

## География
Территории поселения составляла 401,18 км².
Общая протяженность границ Юксеевского сельского поселения составляла 132 км.

## История
Образовано в 2005 году. Упразднено в 2019 году в связи с преобразованием муниципального района в единый муниципальный округ.

## Население
| 2010  | 2012  | 2013  | 2014  | 2015  | 2016  | 2017  |
| ----- | ----- | ----- | ----- | ----- | ----- | ----- |
| 1640  | ↘1619 | ↘1615 | ↘1571 | ↘1524 | ↘1502 | ↘1469 |
| 2018  | 2019  |       |       |       |       |       |
| ↘1418 | ↘1386 |       |       |       |       |       |

По данным Переписи населения в Юксеевском сельском поселении в 2009 году проживало 1988 человек, в 2010 году на 01 января проживает 2000 человек.

## Населённые пункты
В состав сельского поселения входили 10 населенных пунктов:
| №  | Населённый пункт | Тип     | Население |
| -- | ---------------- | ------- | --------- |
| 1  | Архипово         | деревня | 7         |
| 2  | Бажово           | деревня | 35        |
| 3  | Вершинино        | деревня | 79        |
| 4  | Митино           | деревня | 168       |
| 5  | Москвино         | деревня | 75        |
| 6  | Пармайлово       | деревня | 40        |
| 7  | Серва            | посёлок | 260       |
| 8  | Сизово           | деревня | 10        |
| 9  | Усть-Силайка     | посёлок | 507       |
| 10 | Юксеево          | село    | ↘459      |